# هلفرسوم

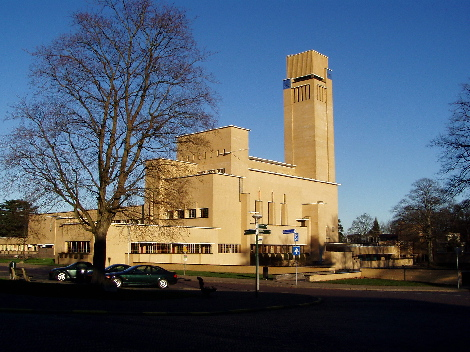
بلدية هيلفرسوم

هلفرسوم Hilversum  هي مدينة وبلدية بمقاطعة شمال هولندا، هولندا.

## طوبوغرافيا
خريطة طوبوغرافية هولندية لبلدية هيلفرسوم، مارس 2014، (تقرأ بعد ثلاث نقرات على الخريطة).

## الموقع والاقتصاد
تقع هيلفرسوم في هيتغوا وهي منطقة ذات غابات ومروج وبحيرات صغيرة. تبعد المدينة 30 كلم إلى الجنوب الشرقي من العاصمة الهولندية أمستردام و25 كلم شمال أوتريخت. لها ثلاث محطات للسكك الحديدية. يربط الطريق السريع المدينة مع أوتريخت (A27) وأمستردام (A1).
كانت هذه البلدية إلى غاية حوالي عام 1820 قرية زراعية. تعتبر هيلفرسوم كمدينة إعلامية لأنها مركزا للإذاعة والتلفزيون في هولندا. بدأ البث الإذاعي فيها في بداية العشرينات من القرن الماضي، كما أن إذاعة هولندا العالمية تتخذ من هيلفرسوم مقرا لها. وأيضا العديد من الاستوديوهات الإذاعية والتلفزيونية. علاوة على ذلك توجد بعض الصناعات في هيلفرسوم.

## معرض صور

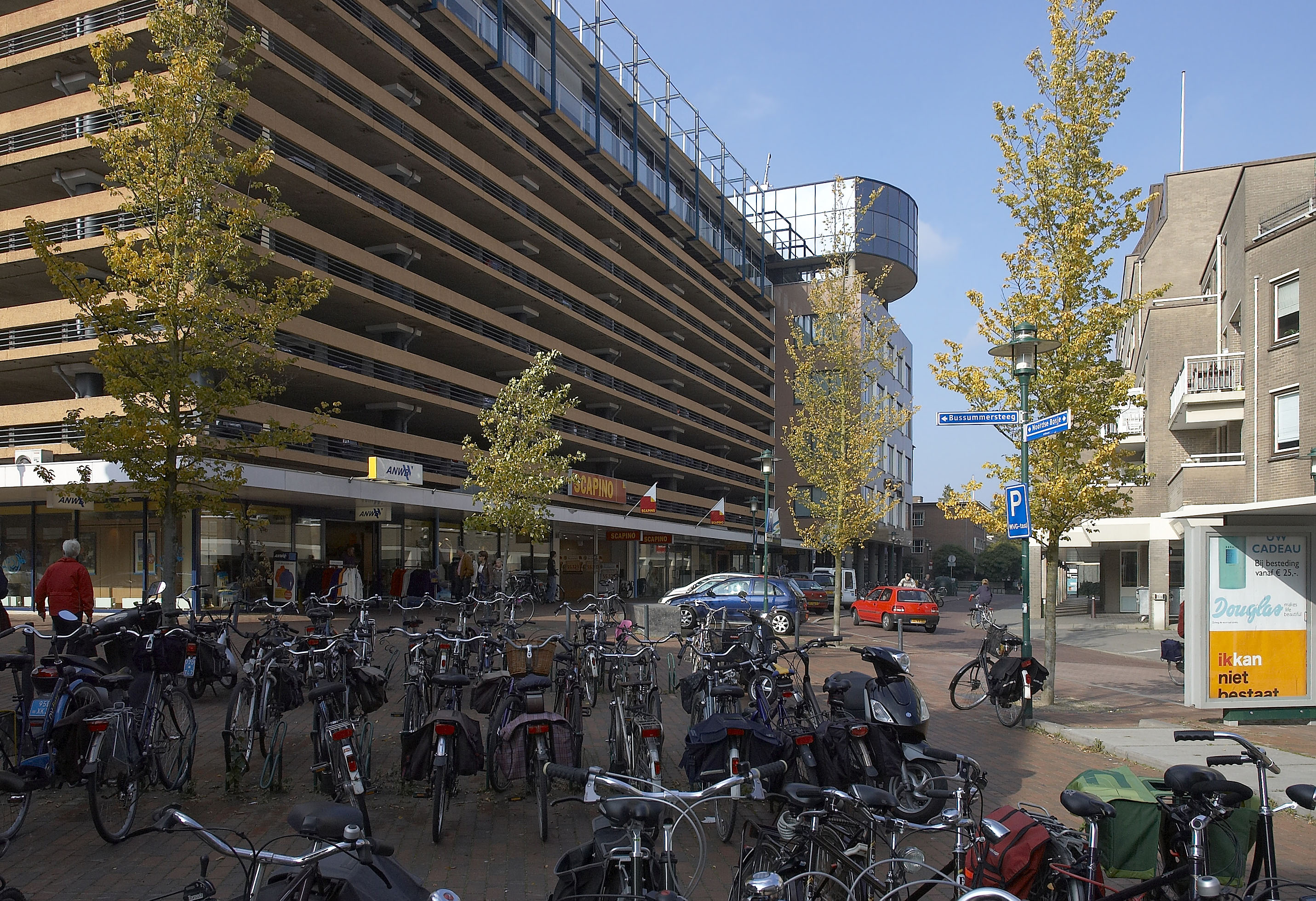
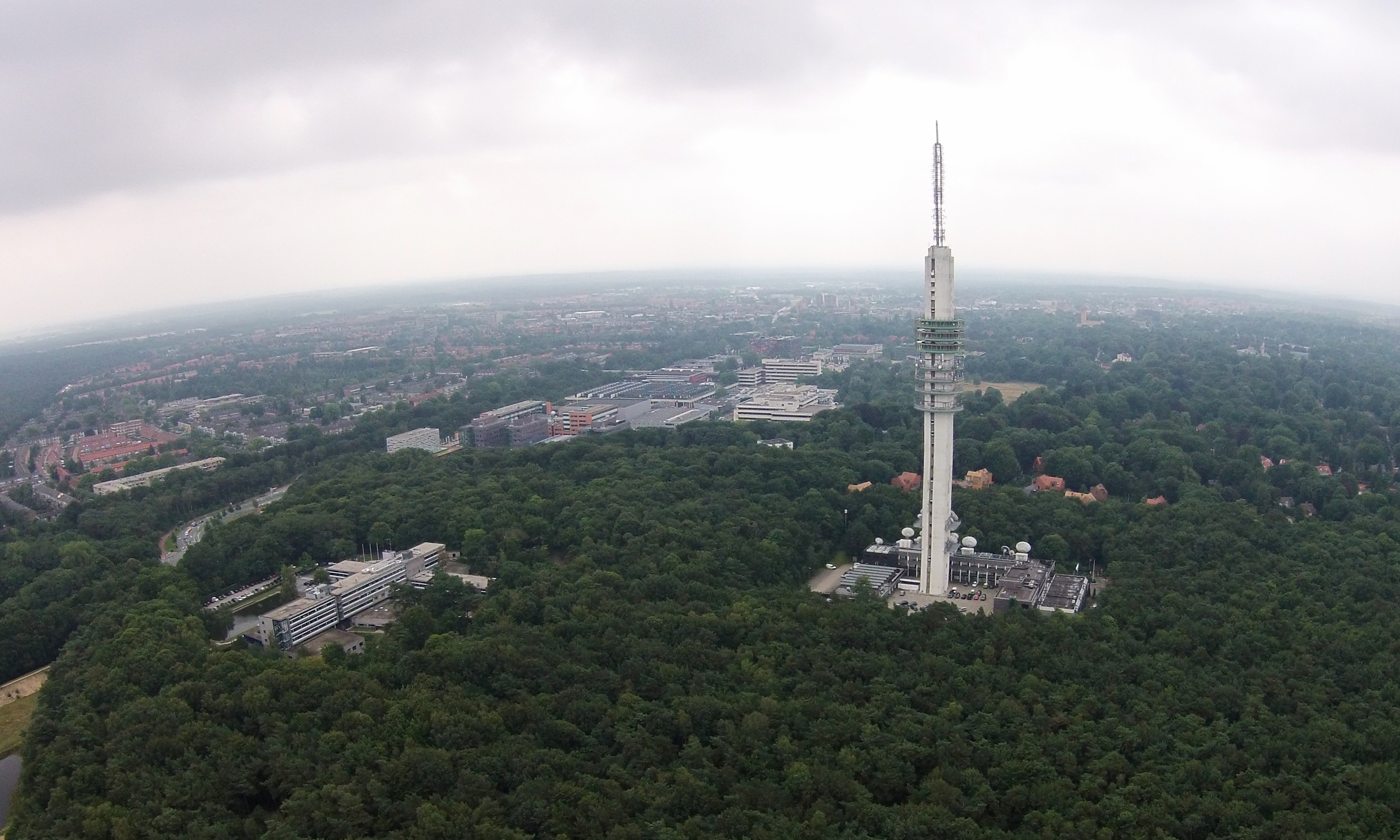
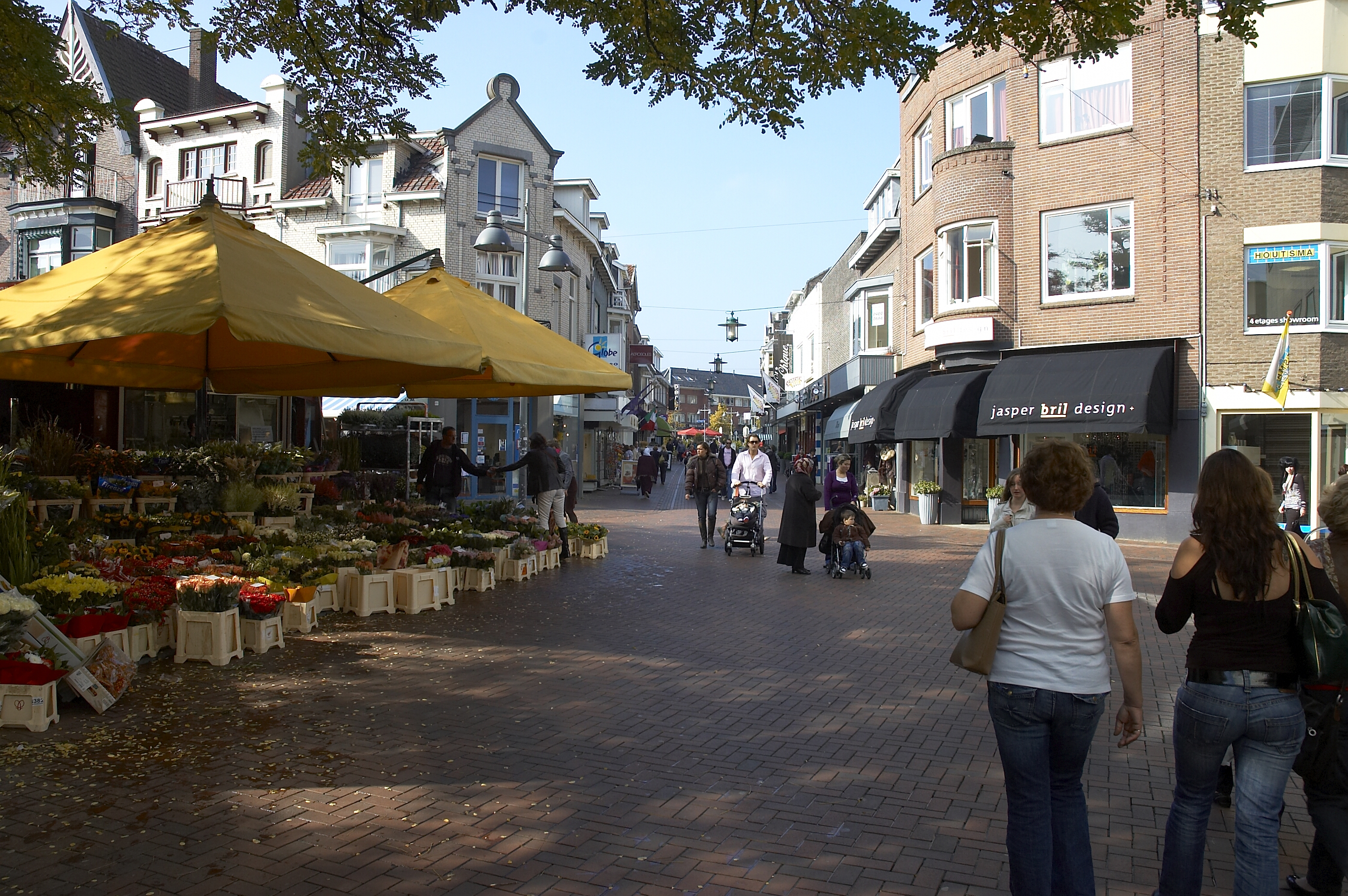
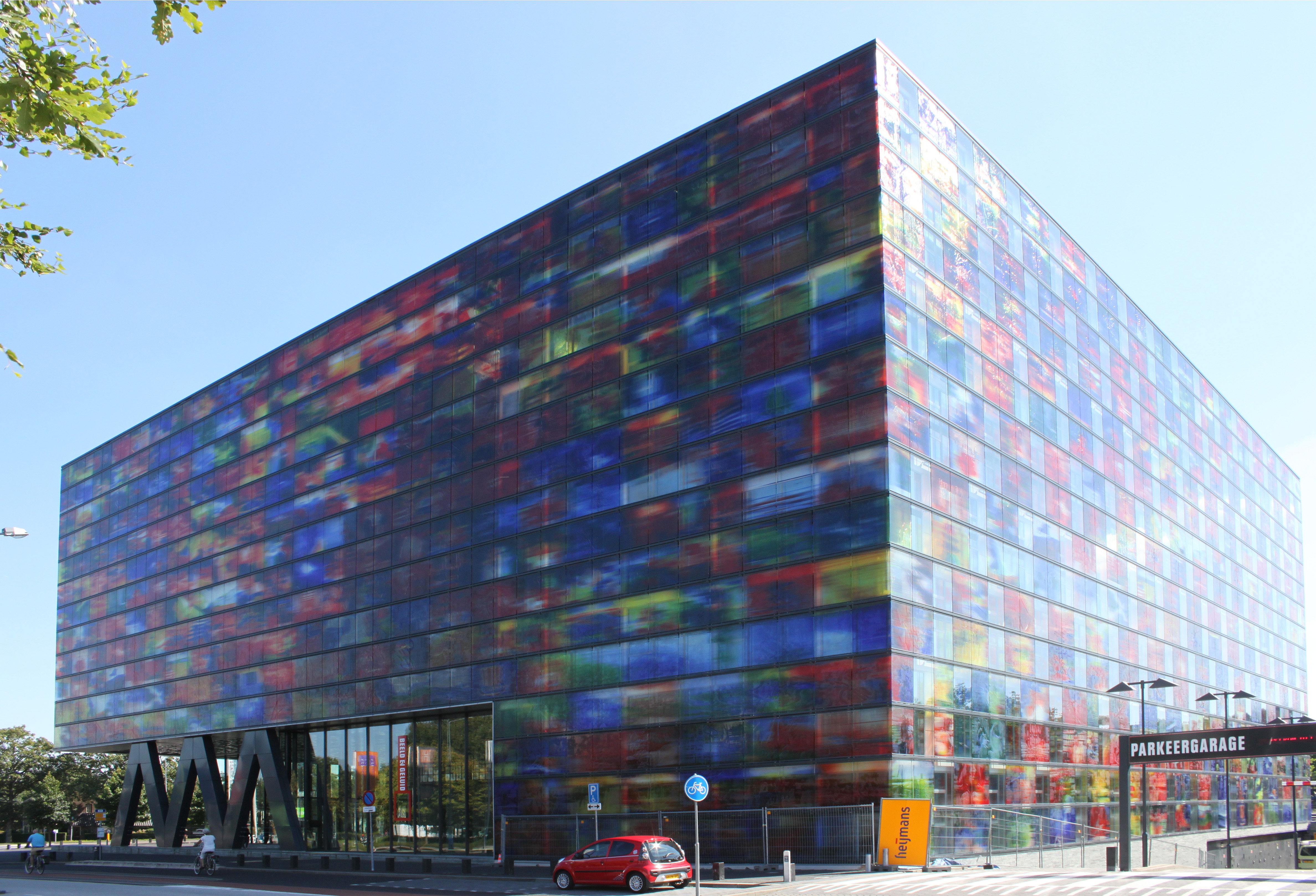

## أعلام
- إيمي لوبيس دياز
- والاس بيشوب
- ماكس فيرنر
- ماري هنري ماكنزي
- كريستيان فان لينيب
- فريد إمر
- كورنيليا راموند هيرشمان
- أولغا فيشر
- ريغي دي جونع
- إرنست باكر